# ريك بيرد
ريك بيرد (بالإنجليزية: Rick Byrd)‏ هو مدرب كرة سلة أمريكي، ولد في 30 أبريل 1953 في نوكسفيل في الولايات المتحدة.

## وصلات خارجية
- ريك بيرد على موقع كلية كرة السلة في سبورتس رفرنس.كوم (الإنجليزية)
- ريك بيرد على موقع قاعة تينيسي للمشاهير الرياضية (الإنجليزية)